# 别利科维奇环形山

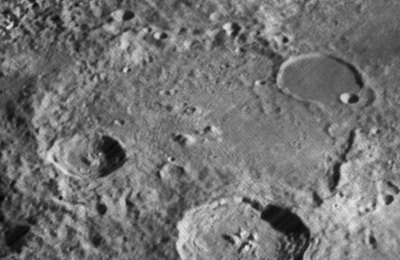
月球轨道器4号拍摄的斜视图

别利科维奇环形山（Belʹkovich）是月球背面位于洪堡海西北部的一座大撞击坑，约形成于39.2-38.5亿年前的酒海纪，其名称取自二十世纪苏联天文学家伊戈尔·别利科维奇（Igor Belʹkovich，1904年-1949年），1964年被国际天文学联合会批准接受。

## 描述
该陨坑的西北侧坑壁上覆盖了年轻的海因环形山、东北侧横跨了卫星坑别利科维奇 K，而别利科维奇 A则穿过了它的西南坑壁。该陨坑中心月面坐标为61°32′N 90°09′E / 61.53°N 90.15°E，直径215.08公里，深度3.084公里。
别利科维奇环形山属于巨大的环壁平原类陨坑，因长时期来的后续撞击而被严重侵蚀，形成一座被重塑、磨损和退化的撞击坑。其坑壁已变成一圈环坑底的嶙峋山脉和山丘，平均高出周边地形约2010米。坑底北部和东北密布着众多的小山丘，而西南坑底同样崎岖不平，显示有大量的小陨坑，只有西部地区相对较为平坦，从这里延伸出一条伸向东南偏东的纤细月溪，而后折向东南方；坑底中心也分布有数座小山丘，其中一座高度约有1000米，显然，它是一座真正的中央峰。
由于该陨坑位于月球东北边沿，因此，其能见度取决于月球的摄动变化，从地形只能看到它的侧面，而细节则难以看清。

## 卫星陨石坑
按惯例，最靠近别利科维奇环形山的卫星坑将在月图上以字母标注在它的中心点旁边。

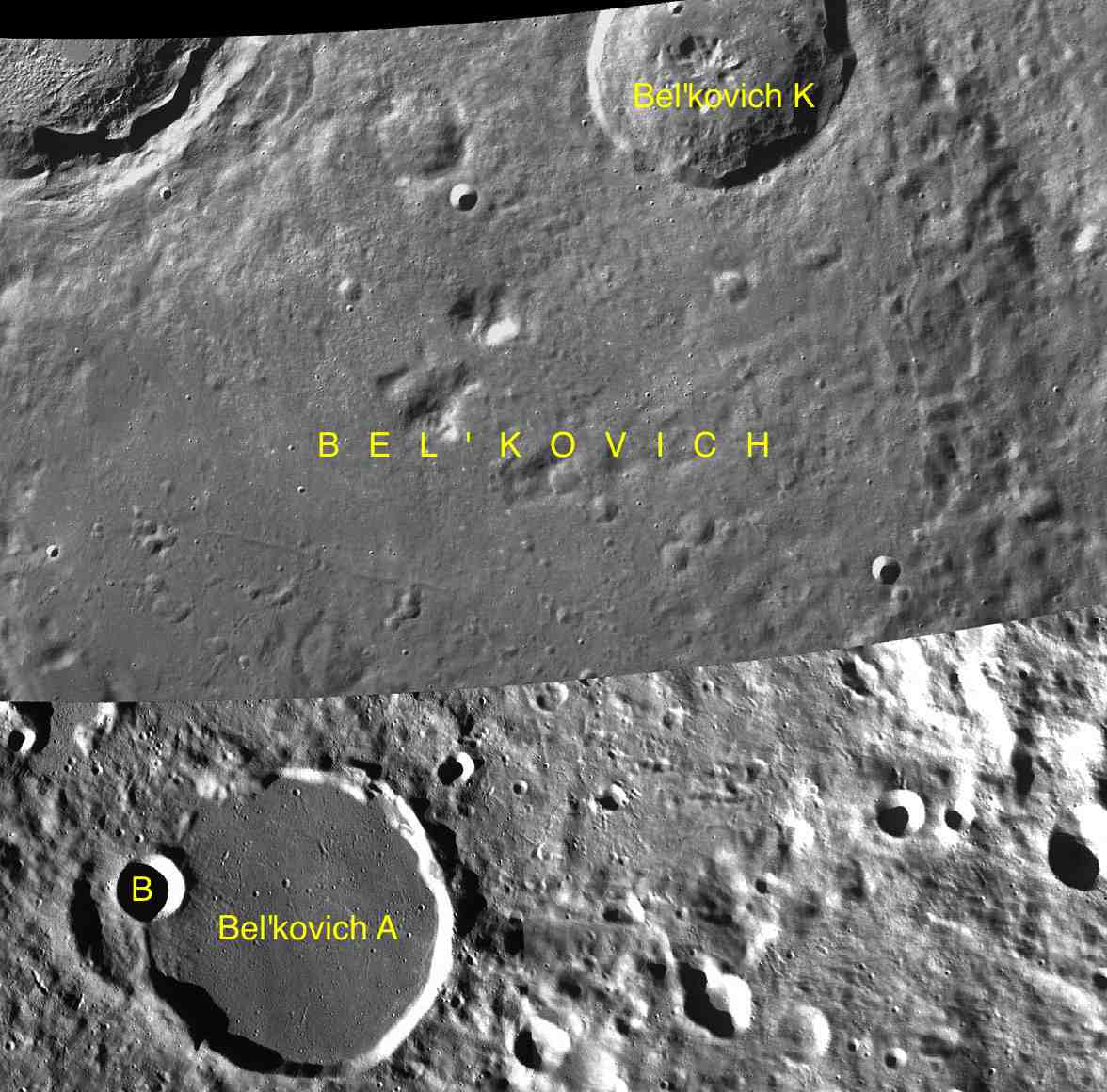
LAC-15 区域图

| 别利科维奇 | 纬度    | 经度    | 直径    |
| ---------- | ------- | ------- | ------- |
| A          | 58.7° N | 86.0° E | 58 公里 |
| B          | 58.9° N | 85.0° E | 13 公里 |
| K          | 63.8° N | 93.6° E | 47 公里 |

- 卫星坑别利科维奇 A约形成于酒海纪[1]；
- 卫星坑别利科维奇 K约形成于哥白尼纪[1]。

## 另请参阅
- Andersson, L. E.; Whitaker, E. A. . NASA RP-1097. 1982.
- Blue, Jennifer. . USGS. July 25, 2007  [2007-08-05]. （原始内容存档于2012-04-08）.
- Bussey, B.; Spudis, P. . New York: Cambridge University Press. 2004. ISBN 978-0-521-81528-4.
- Cocks, Elijah E.; Cocks, Josiah C. . Tudor Publishers. 1995. ISBN 978-0-936389-27-1.
- McDowell, Jonathan. . Jonathan's Space Report. July 15, 2007  [2007-10-24]. （原始内容存档于2012-05-26）.
- Menzel, D. H.; Minnaert, M.; Levin, B.; Dollfus, A.; Bell, B. . Space Science Reviews. 1971, 12 (2): 136–186. Bibcode:1971SSRv...12..136M. doi:10.1007/BF00171763.
- Moore, Patrick. . Sterling Publishing Co. 2001. ISBN 978-0-304-35469-6.
- Price, Fred W. . Cambridge University Press. 1988. ISBN 978-0-521-33500-3.
- Rükl, Antonín. . Kalmbach Books. 1990. ISBN 978-0-913135-17-4.
- Webb, Rev. T. W.  6th revised. Dover. 1962. ISBN 978-0-486-20917-3.
- Whitaker, Ewen A. . Cambridge University Press. 1999. ISBN 978-0-521-62248-6.
- Wlasuk, Peter T. . Springer. 2000. ISBN 978-1-85233-193-1.